# Pentias arimotoi
Pentias arimotoi är en kräftdjursart som beskrevs av Rafi 1973. Pentias arimotoi ingår i släktet Pentias och familjen tånglöss. Inga underarter finns listade i Catalogue of Life.